# پاپ ژان دوم
پاپ ژان دوم (به انگلیسی: Pope John II) یکی از پاپ‌های کلیسای کاتولیک رم بود که در رم به دنیا آمد و بین سال‌های ۵۳۳ تا ۵۳۵ میلادی پاپ بود.